# Charles d'Aspremont Lynden
Charles Albert Ferdinand Gobert graaf d'Aspremont Lynden (Brussel, 31 oktober 1888 – Natoye, 21 juni 1967)  was een Belgisch politicus en minister voor de Katholieke Partij.

## Levensloop
Hij was een telg uit het geslacht D'Aspremont Lynden en de schoonzoon van Paul de Favereau, minister van Buitenlandse Zaken en senaatsvoorzitter, en de vader van Harold d'Aspremont Lynden, die ook politiek actief werd.
Als doctor in de rechten en licentiaat in de politieke en sociale wetenschappen werd Charles d'Aspremont Lynden landeigenaar.
Hij werd politiek actief binnen de Katholieke Partij en behoorde er tot de conservatieve Fédération des Cercles catholiques et des Associations conservatrices, waar hij in de van 1936 tot 1939 de voorzitter van was. Van 1921 tot 1936 was hij voor de katholieken provincieraadslid van Namen, waarna hij een parlementaire loopbaan begon.
Van 1936 tot 1939 zetelde hij als gecoöpteerd senator in de Belgische Senaat en was vervolgens van 1939 tot 1946 lid van de Kamer van volksvertegenwoordigers voor het arrondissement Dinant-Philippeville. Na de Tweede Wereldoorlog was hij van 1946 tot 1961 voor de PSC opnieuw lid van de Senaat als rechtstreeks gekozen senator voor het arrondissement Namen-Dinant-Philippeville.
D'Aspremont Lynden oefende bovendien ook een ministeriële loopbaan uit: zo was hij van januari 1939 tot 1940 minister van Landbouw in de regering-Pierlot II, de regering-Pierlot III en de regering-Pierlot IV Nadat de regering Pierlot na de inval van nazi-Duitsland naar Frankrijk vluchtte en als regering-Pierlot V naar Londen besloot te gaan, bleef d'Aspremont Lynden als minister Zonder Portefeuille samen met enkele andere ministers in Frankrijk. In 1943 ontvluchtte hij echter Frankrijk om de regering in Londen te vervoegen. Van juni 1943 tot aan de Bevrijding in november 1944 vertegenwoordigde hij de regering-Pierlot V als buitengewoon gezant in Mexico.